# انگیری
انگیری (به لاتین: Ingiri) یک روستا در گرجستان است که در شهرداری زوگدیدی واقع شده‌است. انگیری ۴٬۰۴۹ نفر جمعیت دارد و ۶۵ متر بالاتر از سطح دریا واقع شده‌است.